# New Order
New Order ist eine englische New-Wave- und Post-Punk-Band, die 1980 in Manchester gegründet wurde. Das 1983 veröffentlichte Blue Monday gilt bis heute als weltweit meistverkaufte Maxi-Single.
Die Band trat die Nachfolge von Joy Division an, deren Mitglieder damals vereinbart hatten, nicht mehr unter diesem Namen aufzutreten, falls ein Mitglied die Band verlassen sollte. Als sich im Mai 1980 der damalige Frontsänger Ian Curtis das Leben nahm, lösten die drei verbliebenen Bandmitglieder aus Respekt ihr Versprechen ein und formierten sich unter dem Namen New Order neu.

## Mitglieder
Bei New Order übernahm der Gitarrist Bernard Sumner (früher: Bernard Albrecht, bzw. Bernard Dicken) den Gesang. Komplettiert wurde die Bandbesetzung durch Peter Hook (Bass) und Stephen Morris (Schlagzeug), die beide ebenfalls zu Joy Division gehört hatten, ergänzt um die neu hinzugestoßene Gillian Gilbert (Keyboards). Im Rahmen der Tour 2001 wurde erstmals Phil Cunningham (Keyboards, Gitarre) eingesetzt, der ab 2004 permanent Gillian Gilbert ersetzte, die wegen einer schweren Krankheit ihrer Tochter die Band verließ. Seit 2011 ist Gilbert jedoch wieder mit dabei. In der aktuellen Besetzung übernimmt zudem Tom Chapman den Basspart Peter Hooks, der im Jahr 2007 die Band verließ.

## Geschichte
Die ersten Veröffentlichungen von New Order waren stark mit der Musik von Joy Division verbunden, zwei der Kompositionen stammten noch von Ian Curtis, dem verstorbenen Sänger. Später verbanden New Order die Wurzeln des New Wave mit der Anfang der 1980er Jahre immer relevanter werdenden elektronischen Dance-Musik. Der New Musical Express schrieb damals, dass New Order „elektronische Sound-Formeln mit mehr Intelligenz und Feingefühl“ als alle anderen Pop-Rock-Bands vereinen konnte.
Der größte Erfolg von New Order war die Veröffentlichung der Maxi-Single Blue Monday im Jahr 1983. Diese Platte, die bei dem Independent-Label Factory Records erschien, ist bis heute die weltweit meistverkaufte Vinyl-Maxisingle. Allerdings blieb, laut Factory-Chef Tony Wilson, der finanzielle Erfolg wegen des aufwändig gestalteten Covers in Form einer Floppy-Disk aus. Erst später wurden mit dem Song durch mehrere Neuauflagen schwarze Zahlen geschrieben.
Im Jahr 1986 wurden beim Album Brotherhood die beiden musikalischen Ansätze, Rock und Dance, auf die beiden Albenseiten getrennt, darauf zu finden war unter anderem die Single Bizarre Love Triangle. Sehr erfolgreich war die 1987 erschienene Single True Faith. Der Song erreichte Platz vier in den britischen und Platz acht in den deutschen Singlecharts und wurde wiederholt als Remix veröffentlicht. Zeitgleich erschien mit Substance eine Kompilation der bis dahin veröffentlichten 12 Maxi-Singles, die deshalb besonders interessant war, da keine der ersten New Order-Singles auch auf einem Album erschienen war. Anfang 1989 erschien das Studioalbum Technique, das teilweise auf Ibiza aufgenommen wurde und von der dortigen Dance-Club-Musik und von Acid House inspiriert ist.
Die Band begleitete und unterstützte in den 1980er Jahren den legendären Club Fac 51 Haçienda in Manchester, der zu einem Zentrum der entstehenden Rave- und später auch elektronischen Musik wurde, und gestalteten so den Madchester mit.
Zur Fußball-Weltmeisterschaft 1990 nahmen sie zusammen mit mehreren englischen Fußball-Nationalspielern unter dem Namen „Englandneworder“ das Stück World in Motion auf. Sie hatten damit ihren einzigen Nummer-eins-Erfolg in den britischen Single-Charts. Nachdem 1992 das Plattenlabel Factory Records, dessen Flaggschiff New Order seit ihrer Gründung waren, bankrottging, erschien das nächste Album Republic ein Jahr später auf London Records.
Nach Republic wurde New Order vorerst auf Eis gelegt. Die Mitglieder der Band widmeten sich in der Folgezeit vermehrt ihren Nebenprojekten. So spielte Bernard Sumner zusammen mit Johnny Marr bei Electronic, Peter Hook zunächst bei Revenge und später Monaco und Stephen Morris/Gillian Gilbert formierten sich unter dem Namen The Other Two. Außerdem erschienen einige Kompilationen mit Singleversionen und Remixen.
Mit einem Live-Auftritt auf dem Reading Festival meldeten sich New Order 1998 zurück. Im Jahr 2001 erschien das vergleichsweise rockige Studioalbum Get Ready mit der Hitsingle Crystal. Als Gastsänger wirken auf dem Album Billy Corgan (The Smashing Pumpkins) und Bobby Gillespie (Primal Scream) mit.
Das nachfolgende Album Waiting for the Sirens’ Call aus dem Jahr 2005 war das erste mit Phil Cunningham und ohne Gillian Gilbert. Die Süddeutsche Zeitung urteilte: „[…] und heute ist klar, dass es immer noch keine bessere Jungsband gibt als die hier. […] Touched by your presence, gentlemen!.“ Vom New Musical Express erhielten sie für ihr Lebenswerk den „Godlike-Genius“-Award.
Am 4. Mai 2007 gab Peter Hook in einem Telefoninterview die Auflösung der Band bekannt, als er erklärte, er und Bernard Sumner würden nicht mehr zusammenarbeiten. Wurde dies zunächst wegen Hooks leicht ironischen Tons teilweise ungläubig aufgenommen, so bestätigte er die Bandauflösung in der Folgezeit mehrfach in Beiträgen auf seiner Myspace-Seite. Nach einigen halboffiziellen Erklärungen gaben Sänger Bernard Sumner und Schlagzeuger Stephen Morris am 20. Juli 2007 offiziell bekannt, dass sich New Order nicht aufgelöst haben. Man sei enttäuscht, dass Hook die Trennung verkündet habe, ohne die anderen Bandmitglieder zuvor kontaktiert zu haben, schließe jedoch daraus, dass Hook kein Mitglied der Band mehr sein wolle. Davon unabhängig existiere New Order jedoch weiter. Ob darüber hinaus in naher Zukunft weitere Pläne für die Band bestehen, wurde nicht bekanntgegeben. Sumner und Cunningham machen seit 2007 unter dem Namen Bad Lieutenant – in Anlehnung an den gleichnamigen Film – weiter. Am 12. Oktober 2009 wurde weltweit ihr Debüt, Never Cry Another Tear, veröffentlicht.
Im Juni 2011 erschien bei Warner Music mit Total eine Best-of-Kompilation, die den Übergang von Joy Division zu New Order nachzeichnen soll. Das Album enthält neben Remixen der bekanntesten Titel außerdem das bislang unveröffentlichte New-Order-Stück Hellbent aus dem Jahr 2005.
Am 10. Dezember 2011 fand in London ein Konzert der neuformierten Band (ohne Peter Hook) statt. Seitdem hat New Order eine erfolgreiche Welttournee 2012 sowie mehrere gefeierte Einzelkonzerte im Jahr 2013 absolviert. Im Frühjahr 2013 erschien darüber hinaus mit Lost Sirens eine lange zuvor angekündigte Zusammenstellung von Outtakes aus der Zeit der Aufnahmesessions zu Waiting for the Sirens’ Call. Auf allen Songs ist Peter Hook noch am Bass zu hören. Außerdem kündigte die Band im Zuge der Sommerkonzerte 2013 einen baldigen Gang ins Studio an, um an einem regulären Nachfolger für Waiting for the Sirens’ Call zu arbeiten. Nachdem am 29. Juli 2015 die Single Restless in die Läden kam, folgte am 25. September das Album Music Complete.

## Stil
New Order mischen seit Beginn der 1980er Jahre auf innovative Weise Rock und Post-Punk mit der damals aufkommenden elektronischen Dance-Musik. Zum Markenzeichen wurde dabei die eigenwillige Spielweise des E-Bass von Peter Hook, die dieser bereits bei der Vorgängerband Joy Division entwickelte. Laut eigener Aussage konnte er sein Spiel durch den günstigen E-Bass-Verstärker im Proberaum kaum hören, weshalb er begann, seine Bassfiguren in höheren Oktaven zu spielen. Der Klang von Hooks E-Bass ähnelt oft dem einer Baritongitarre, er spielt einfache Melodieläufe und überlässt die Basslinie dem Keyboard. Die Songtitel von New Order kommen meist nicht, wie üblich, in den Lyrics vor. Große Bekanntheit genießen die Schallplattencover, die vom Grafiker des Plattenlabels Factory Records, Peter Saville, gestaltet wurden.

## Diskografie
Studioalben

| Jahr | Titel                        | Höchstplatzierung, Gesamtwochen, AuszeichnungChartplatzierungen (Jahr, Titel, Platzierungen, Wochen, Auszeichnungen, Anmerkungen) | Höchstplatzierung, Gesamtwochen, AuszeichnungChartplatzierungen (Jahr, Titel, Platzierungen, Wochen, Auszeichnungen, Anmerkungen) | Höchstplatzierung, Gesamtwochen, AuszeichnungChartplatzierungen (Jahr, Titel, Platzierungen, Wochen, Auszeichnungen, Anmerkungen) | Höchstplatzierung, Gesamtwochen, AuszeichnungChartplatzierungen (Jahr, Titel, Platzierungen, Wochen, Auszeichnungen, Anmerkungen) | Höchstplatzierung, Gesamtwochen, AuszeichnungChartplatzierungen (Jahr, Titel, Platzierungen, Wochen, Auszeichnungen, Anmerkungen) | Anmerkungen |
| Jahr | Titel                        | DE | AT | CH | UK | US | Anmerkungen |
| ---- | ---------------------------- | --- | --- | --- | --- | --- | --- |
| 1981 | Movement                     | — | — | — | UK30 (9 Wo.)UK | — | Erstveröffentlichung: 13. November 1981 Produzent: Martin Hannett                                                 |
| 1983 | Power, Corruption & Lies     | DE18 (15 Wo.)DE | — | — | UK4 Silber · (30 Wo.)UK | — | Erstveröffentlichung: 2. Mai 1983 Produzenten: New Order                                                          |
| 1985 | Low-Life                     | — | — | — | UK7 Silber · (10 Wo.)UK | US94 (22 Wo.)US | Erstveröffentlichung: 13. Mai 1985 Produzenten: New Order                                                         |
| 1986 | Brotherhood                  | — | — | — | UK9 (5 Wo.)UK | US117 (21 Wo.)US | Erstveröffentlichung: 29. September 1986 Produzenten: New Order                                                   |
| 1989 | Technique                    | DE25 (9 Wo.)DE | AT15 (3 Wo.)AT | — | UK1 Gold · (14 Wo.)UK | US32 Gold · (28 Wo.)US | Erstveröffentlichung: 30. Januar 1989 Produzenten: New Order                                                      |
| 1993 | Republic                     | DE54 (9 Wo.)DE | — | — | UK1 Gold · (19 Wo.)UK | US11 Gold · (16 Wo.)US | Erstveröffentlichung: 3. Mai 1993 Produzenten: New Order, Stephen Hague                                           |
| 2001 | Get Ready                    | DE7 (7 Wo.)DE | AT15 (5 Wo.)AT | CH24 (7 Wo.)CH | UK6 Gold · (6 Wo.)UK | US41 (5 Wo.)US | Erstveröffentlichung: 3. September 2001 Produzenten: Steve Osborne, New Order                                     |
| 2005 | Waiting for the Sirens’ Call | DE14 (5 Wo.)DE | AT38 (3 Wo.)AT | CH44 (5 Wo.)CH | UK5 Silber · (8 Wo.)UK | US46 (4 Wo.)US | Erstveröffentlichung: 28. Mai 2005 Produzenten: Jim Spencer, John Leckie, New Order, Stephen Street, Stuart Price |
| 2013 | Lost Sirens                  | DE68 (1 Wo.)DE | — | CH74 (1 Wo.)CH | UK23 (1 Wo.)UK | — | Erstveröffentlichung: 14. Januar 2013 Produzenten: New Order, Stephen Street                                      |
| 2015 | Music Complete               | DE14 (4 Wo.)DE | AT26 (2 Wo.)AT | CH19 (3 Wo.)CH | UK2 Silber · (16 Wo.)UK | US34 (1 Wo.)US | Erstveröffentlichung: 25. September 2015 Produzenten: New Order, Stuart Price, Tom Rowlands                       |

grau schraffiert: keine Chartdaten aus diesem Jahr verfügbar